# Anthanassa tulcis
Anthanassa tulcis är en fjärilsart som beskrevs av Bates 1864. Anthanassa tulcis ingår i släktet Anthanassa och familjen praktfjärilar. Inga underarter finns listade i Catalogue of Life.

## Bildgalleri

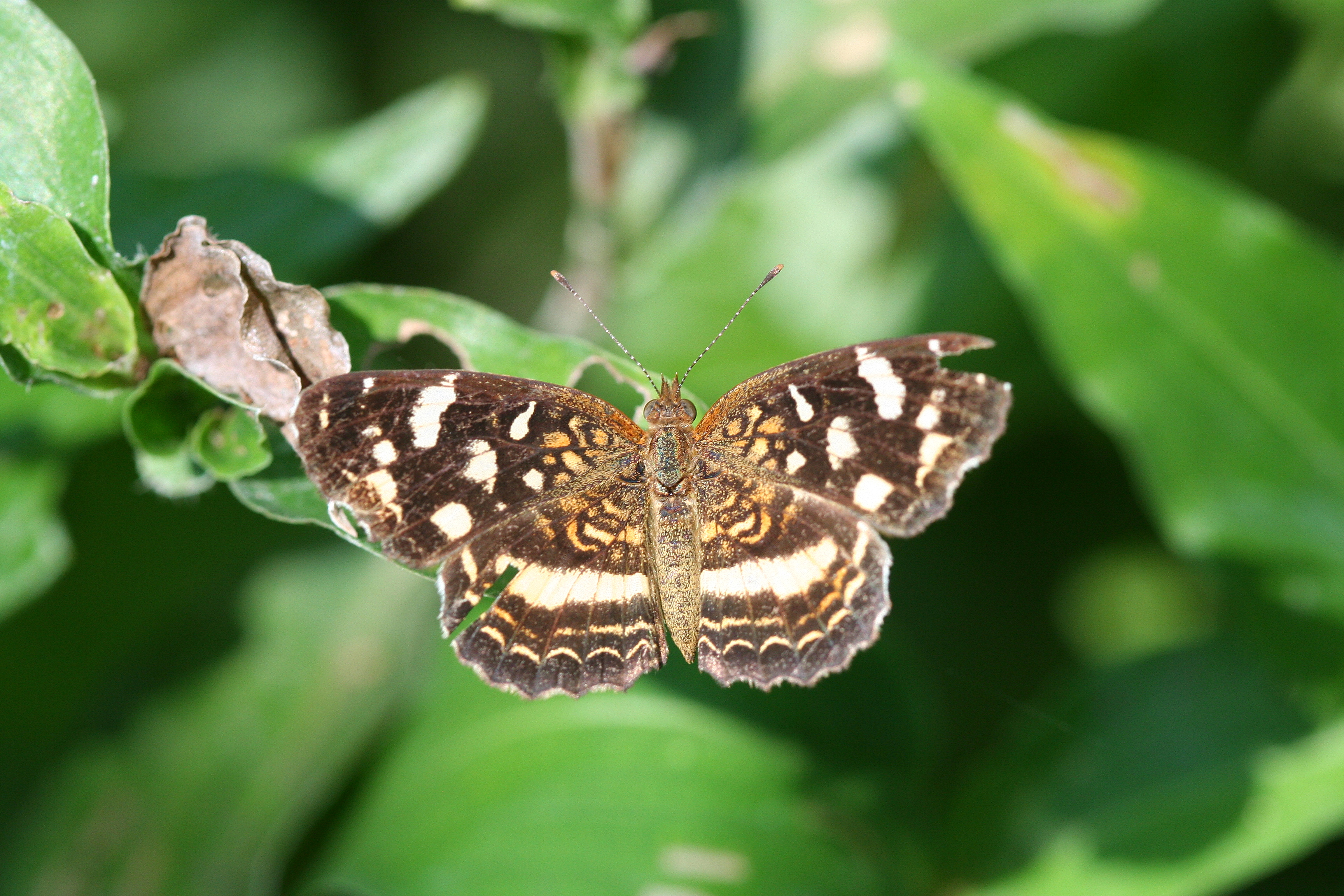